# Kunst im öffentlichen Raum in Enkenbach-Alsenborn
Diese Seite gibt einen Überblick über die Kunst im öffentlichen Raum in Enkenbach-Alsenborn. Die Liste erhebt keinen Anspruch auf Vollständigkeit.

## Großplastik „alltags“
Vor dem Firmengebäude der Firma HegerGuss wurde im Mai 2003 eine gusseiserne Kugel mit einem Durchmesser von fast 3 Metern und einem Gewicht von nahezu 10 Tonnen aufgestellt.
Das Modell aus Polystyrol-Schaumstoff wurde von dem Künstler Gottfried Bräunling aus Hohenöllen angefertigt, der seiner Großplastik den Titel „alltags“ gab. Gegossen wurde die 9.350 Kilogramm schwere Eisenkugel mit einem Durchmesser von 3 Metern von der Firma Hegerguss. Für die Herstellung der Gussform aus Kugelgraphit wurden etwa 90 Tonnen Sand benötigt.

## Verbandsgemeindebrunnen
Vor dem Rathaus der Verbandsgemeinde Enkenbach-Alsenborn befindet sich seit 1987 ein Brunnen, auf dem die damaligen Ortschaften mit ihren Uznamen bildlich dargestellt sind.

## Steinrelief am Ratssaal
Das Sandsteinrelief am Ratssaal der Verbandsgemeinde zeigt in der Mitte die Wappen der vier Gemeindeteile, die ihr bereits vor 2014 angehörten.

## Relief im Ratssaal
Das Thema des Reliefs im Ratssaal basiert auf der Bibelstelle des Propheten Jesaja, 1. 2, 4 :

Und er wird richten unter den Heiden und zurechtweisen viele Völker. Da werden sie ihre Schwerter zu Pflugscharen und ihre Spieße zu Sicheln machen. Denn es wird kein Volk wider das andere das Schwert erheben und sie werden hinfort nicht mehr lernen, Krieg zu führen.

Der Künstler, Wolfgang Seipenbusch, hat viele einzelne Holzteile zusammengefügt und will damit ausdrücken, dass nur durch Zusammenhalt eine Grundlage für eine Gemeinschaft besteht.
Unten links sind zwei Gräber zu sehen. Das Kreuz mit dem Stahlhelm dient als Mahnung an die Toten der Kriege. Das andere Kreuz soll daran erinnern, dass unsere Zeit begrenzt ist.
Weiter unten ist eine Männerfaust dargestellt, die ein Schwert als Pflugschar benutzt. Dieser Pflug wird von einem geflügelten Pferd gezogen, welches nach oben, einem hohen Ziel entgegen zieht.
Ein Kind auf dem Rücken des Pferdes führt es auf den rechten Weg.
Mit der anderen Hand zeigt es auf die Sanduhr auf dem Kopf des Pferdes.
Weiter unten ist ein Schild eines Landsknechts zu sehen, welches aus Holz und Büffelleder besteht. Er hat es weggeworfen, weil es nicht mehr benötigt wird.
Daneben ist eine Familie in der Sorge um ihr tägliches Brot, die
krampfhaft ihre leere Schüssel halten.
Darüber ist als geistig rationaler Aspekt, eine Figur zu sehen, die kniend in einem Buche liest.
Darüber sind zwei hingebungsvoll Musizierende zu sehen.
Das Beseelte wird durch den Vogel nach oben getragen.

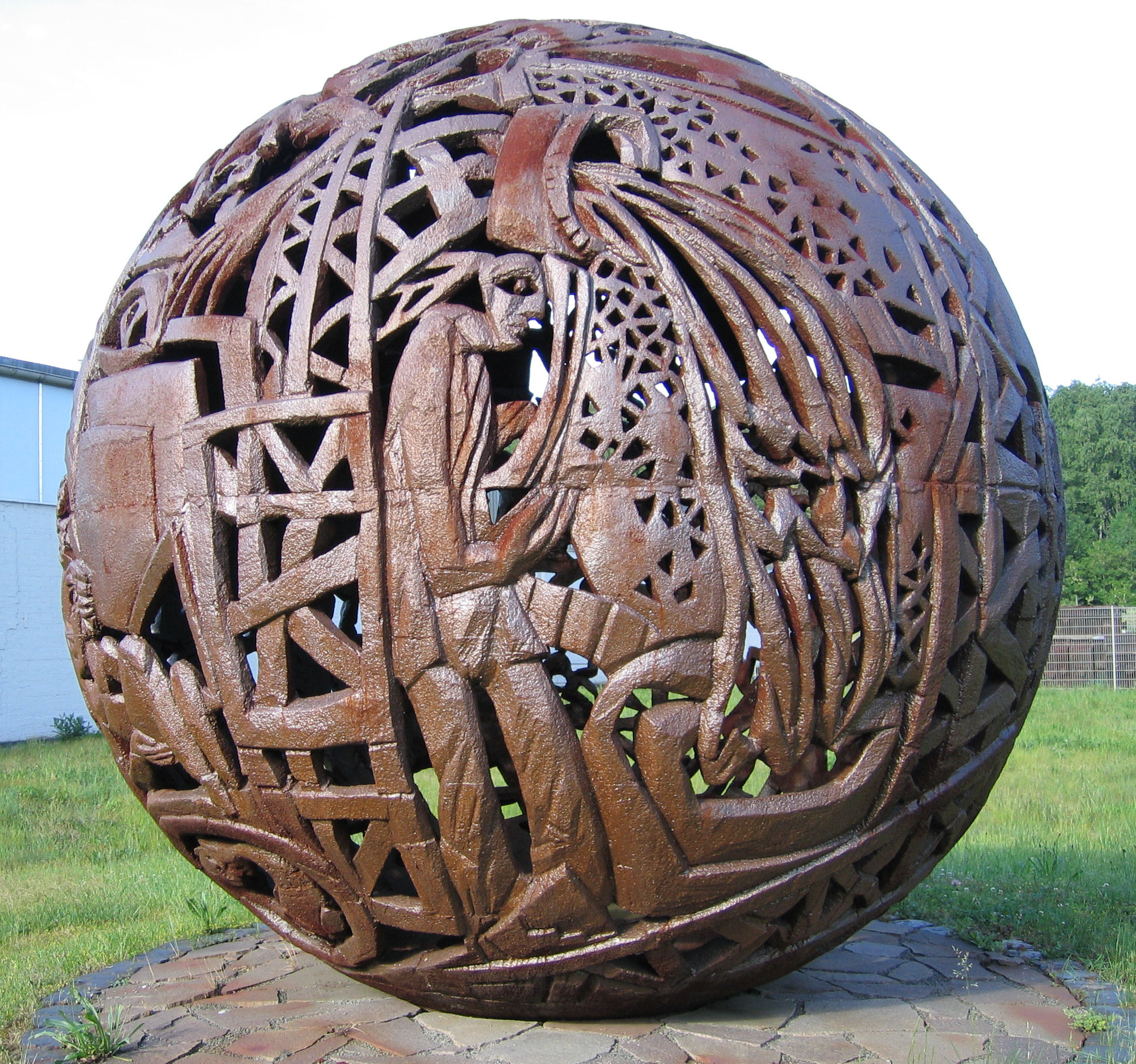
Großplastik „alltags“ von Gottfried Bräuling
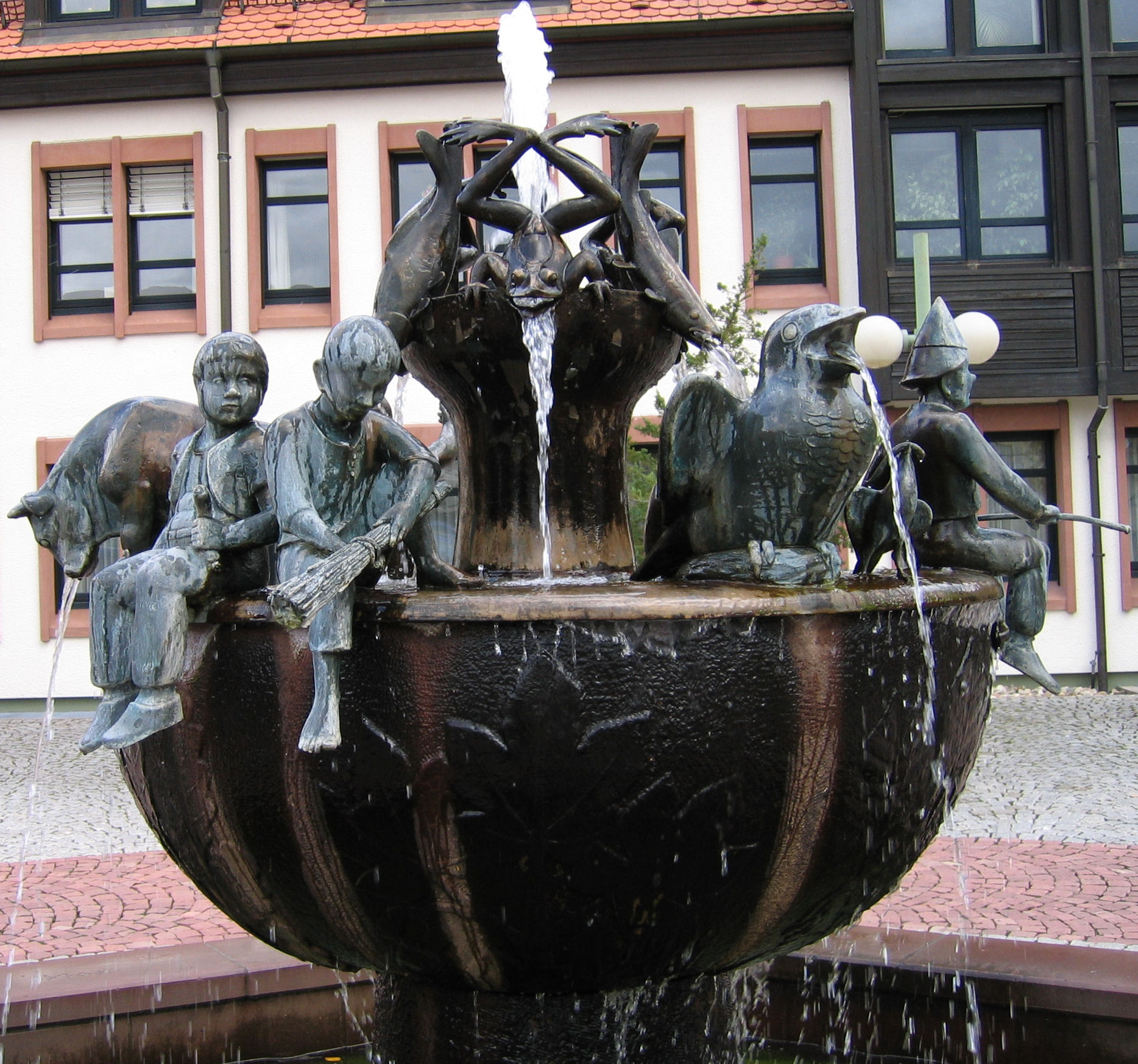
Brunnen der Verbandsgemeinde
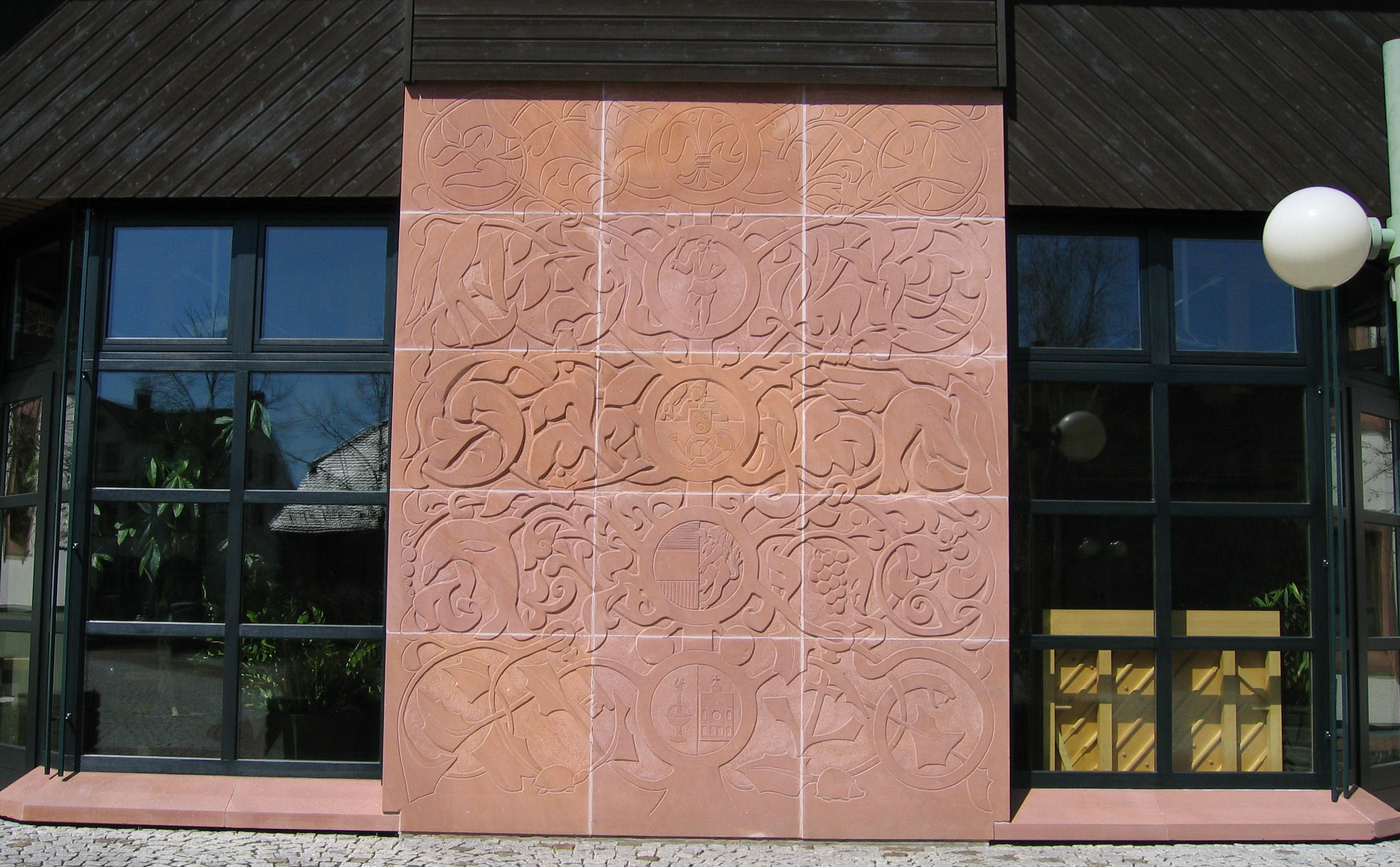
Relief am Ratssaal der Verbandsgemeinde
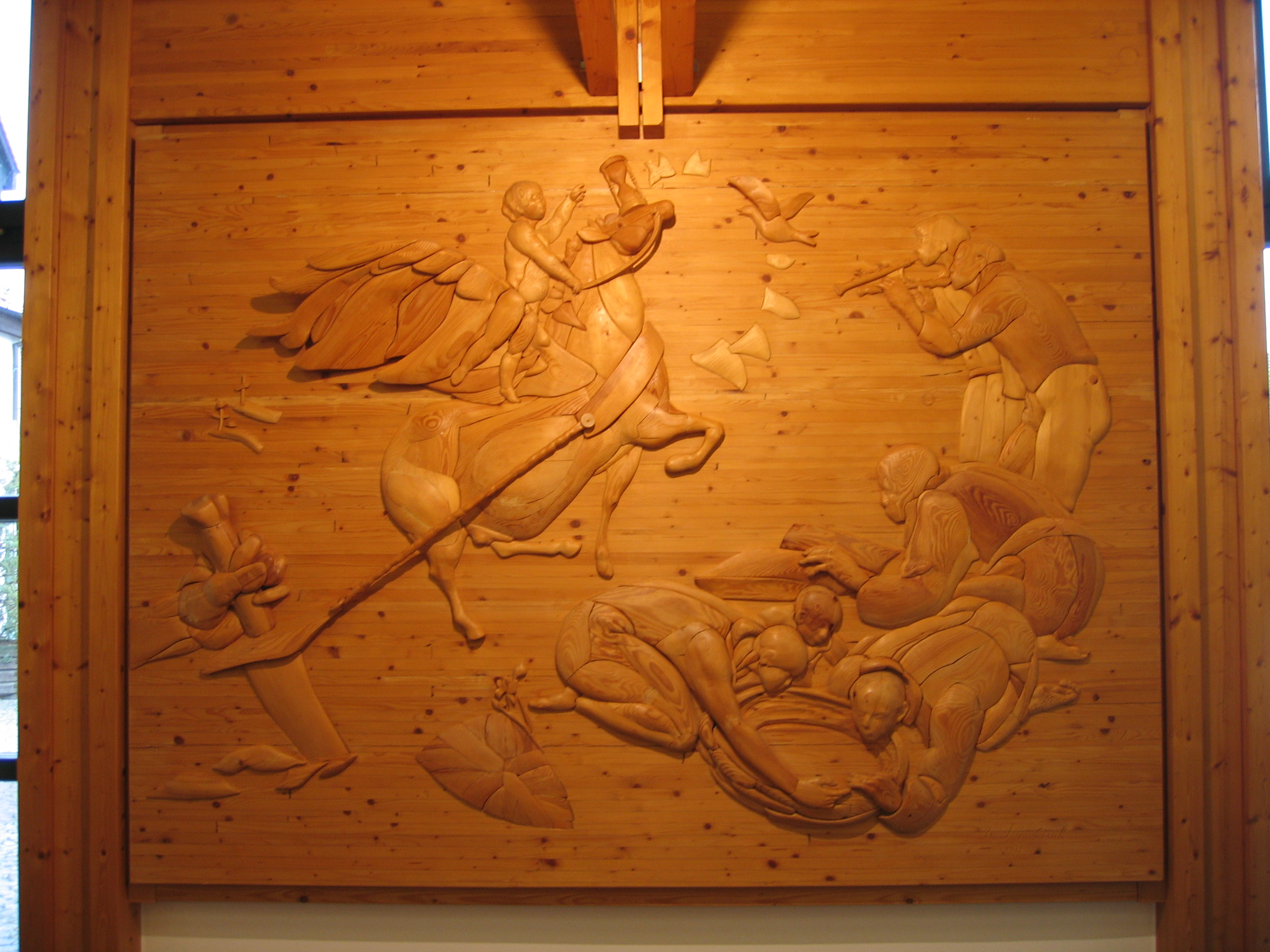
Relief im Ratssaal der Verbandsgemeinde